# Klågerup slot
Klågerup slot er et svensk slot i Hyby sogn i Svedala kommune i Skåne. Den nuværende bygning blev opført i 1858 i fransk renæssancestil. I en af fløjene har der siden 2004 været indrettet et dukkemuseum.

## Historie
Klågerup slot, der tidligere har heddet Klapathorp, Klaparp og Clabbarp, blev i begyndelsen af det 15. århundrede ejet af Peter Spoldener og sønnen Hans, og nogle år senere af Olof Truedsson og Knut Truedsson Hass. Gennem sidstnævntes datter, kom gården gennem giftemål i Sparre-slægtens besiddelse, hvor den forblev indtil begyndelsen af det 17. århundrede. Siden tilhørte den slægterne Grubbe og Juel, inden den kom i Trolle-slægtens eje ved et giftemål i 1725.
I 1811 indtraf massakren i Klågerup, hvor et oprør fra en bondehær blev slået ned af svenske soldater fra Malmø i løbet af et par dage.
I begyndelsen af det 20. århundrede blev slottet købt af Svenska Sockerfabriks AB. Siden 1964 er det ejet af slægten Silfverschiöld.